# Declaração de Berlim sobre o Acesso Aberto ao Conhecimento nas Ciências e Humanidades
A Declaração de Berlim sobre o Acesso Aberto ao Conhecimento nas Ciências e Humanidades é uma declaração internacional sobre o acesso aberto e o acesso ao conhecimento. Emergiu de uma conferência sobre o acesso livre realizada na Casa Harnack em Berlin pela Sociedade Max Planck em 2003.

## Antecedentes
Após a Iniciativa de Acesso Aberto de Budapeste em 2002 e a Declaração Bethesda sobre Publicação de Acesso Aberto em 2003, a Declaração de Berlim foi um terceiro evento influente no estabelecimento do movimento de acesso aberto. Peter Suber se referiu aos três eventos combinados como a "definição BBB" de acesso aberto, pois os três se sobrepõem e se informam. 
A declaração foi redigida em uma conferência realizada em outubro de 2003 pela Sociedade Max Planck e pelo projeto European Cultural Heritage Online (ECHO). Mais de 120 organizações culturais e políticas de todo o mundo compareceram.

## Declaração
A declaração em si foi publicada em 22 de outubro de 2003. Reconhecendo a crescente importância da internet e as discussões anteriores sobre a necessidade de acesso aberto, ofereceu a seguinte definição de contribuição de acesso aberto:
As contribuições de acesso aberto devem satisfazer duas condições: 

1. O autor e o detentor dos direitos de tais contribuições concedem para todos os utilizadores/usuários o direito livre e gratuito, irrevogável e mundial de acessar a obra e licenciam a sua cópia, uso, distribuição, transmissão e disposição pública e a elaboração e distribuição de obras derivadas em qualquer meio digital para qualquer propósito responsável, sujeito à atribuição adequada de autoria (os padrões comunitários continuarão a prover os meios para o cumprimento da atribuição adequada e responsável da obra publicada, como acontece agora), assim como o direito de fazer poucas cópias para o seu uso pessoal. 

2. A versão completa do trabalho e todos os materiais complementares, incluindo a cópia da permissão supracitada (e portanto publicada) é depositada em formato eletrônico padrão em ao menos um repositório usando padrões técnicos adequados (tais como as definições do Open Archive) que é mantido por uma instituição acadêmica, sociedade científica, agência governamental ou outra instituição bem estabelecida que busca permitir o acesso aberto, a distribuição irrestrita, a interoperabilidade e o arquivamento de longo prazo.
Também encorajou pesquisadores e instituições a publicar seus trabalhos de acordo com esses princípios, defender o acesso aberto e ajudar no desenvolvimento e avaliação de ferramentas e medidas relacionadas ao acesso aberto.

## Signatários
Em outubro de 2019, havia 646 signatários da declaração.

## Legado
Em uma conferência subsequente em 2005, a declaração foi refinada em dois princípios-chave: os signatários devem exigir que os pesquisadores depositem uma cópia de seus trabalhos em um repositório de acesso aberto e encorajar a publicação do trabalho em periódicos de acesso aberto, quando disponíveis. Hoje, esses dois conceitos são frequentemente chamados de "Green OA" e "Gold OA", respectivamente, e os dois combinados são chamados de mandato de acesso aberto.
Em 2013, no 10º aniversário da declaração, foi publicada uma declaração de missão com o objetivo de garantir que 90% das pesquisas sejam publicadas em modelo de acesso aberto. 